# Стіл-тумба

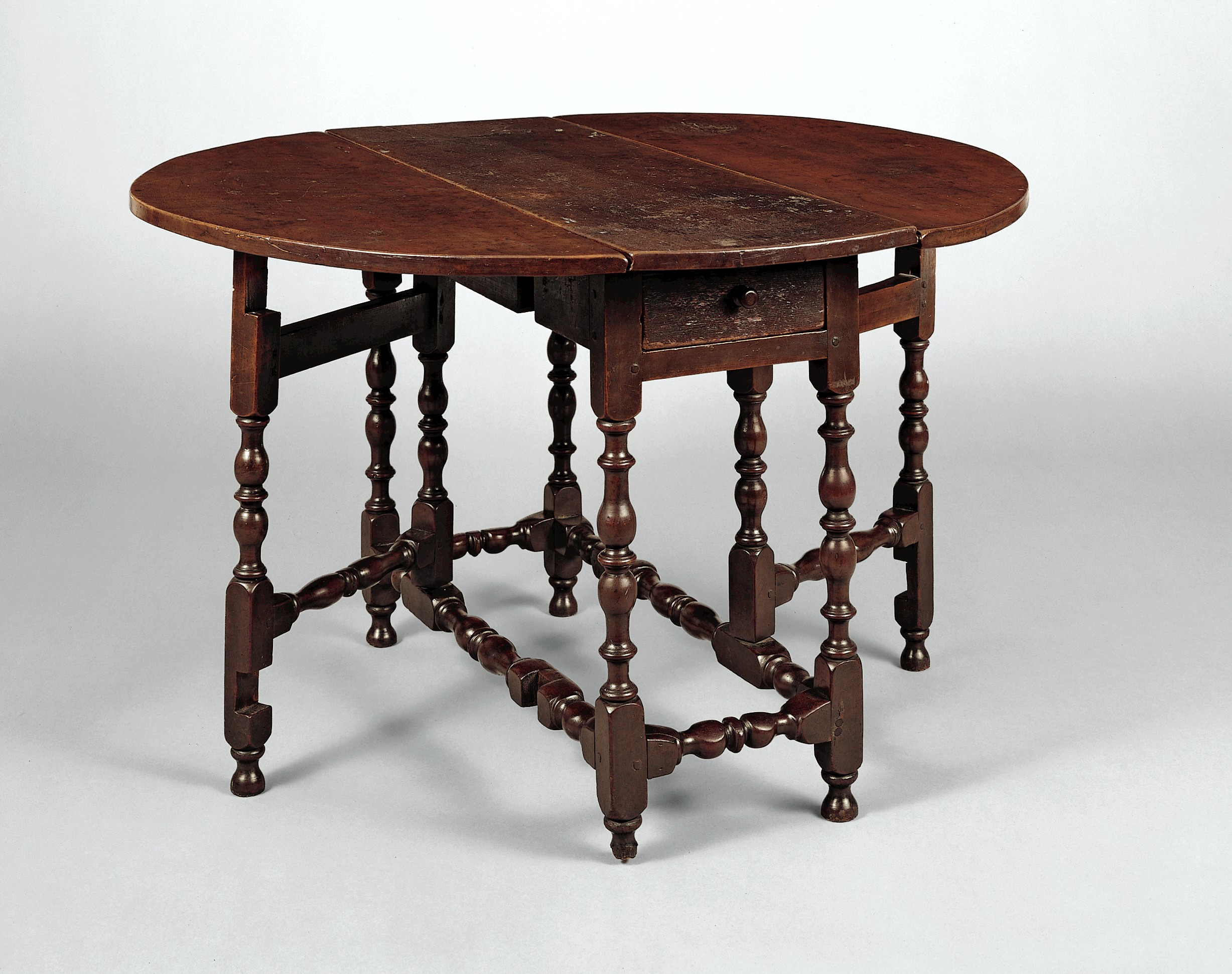
Класичний стіл-тумба

Стіл-ту́мба (стіл-книга) — складний меблевий виріб, у розкладеному вигляді, що виконує функції стола, у складеному вигляді має форму тумби. В складеному вигляді стіл-тумба є компактним, і не займає багато місця. Також у побуті називається «столом-книгою» через те, що складається як книга. 
Стіл-тумба компактний у складеному вигляді, що дозволяє ефективно використовувати простір невеликих приміщень та малогабаритних жител.
Для більшої функціональності може бути обладнаний внутрішніми полицями, 
всередині них можна зберігати речі, наприклад кухонне приладдя, книжки, документи, всілякі дрібниці не першої необхідності . Стіл-тумба може застосовуватися як письмовий, обідній і робочий стіл, а також як тумба для зберігання різних предметів на кришці і внутрішніх полицях. Традиційно столи-тумби вважаються атрибутом вітальні або кухні 

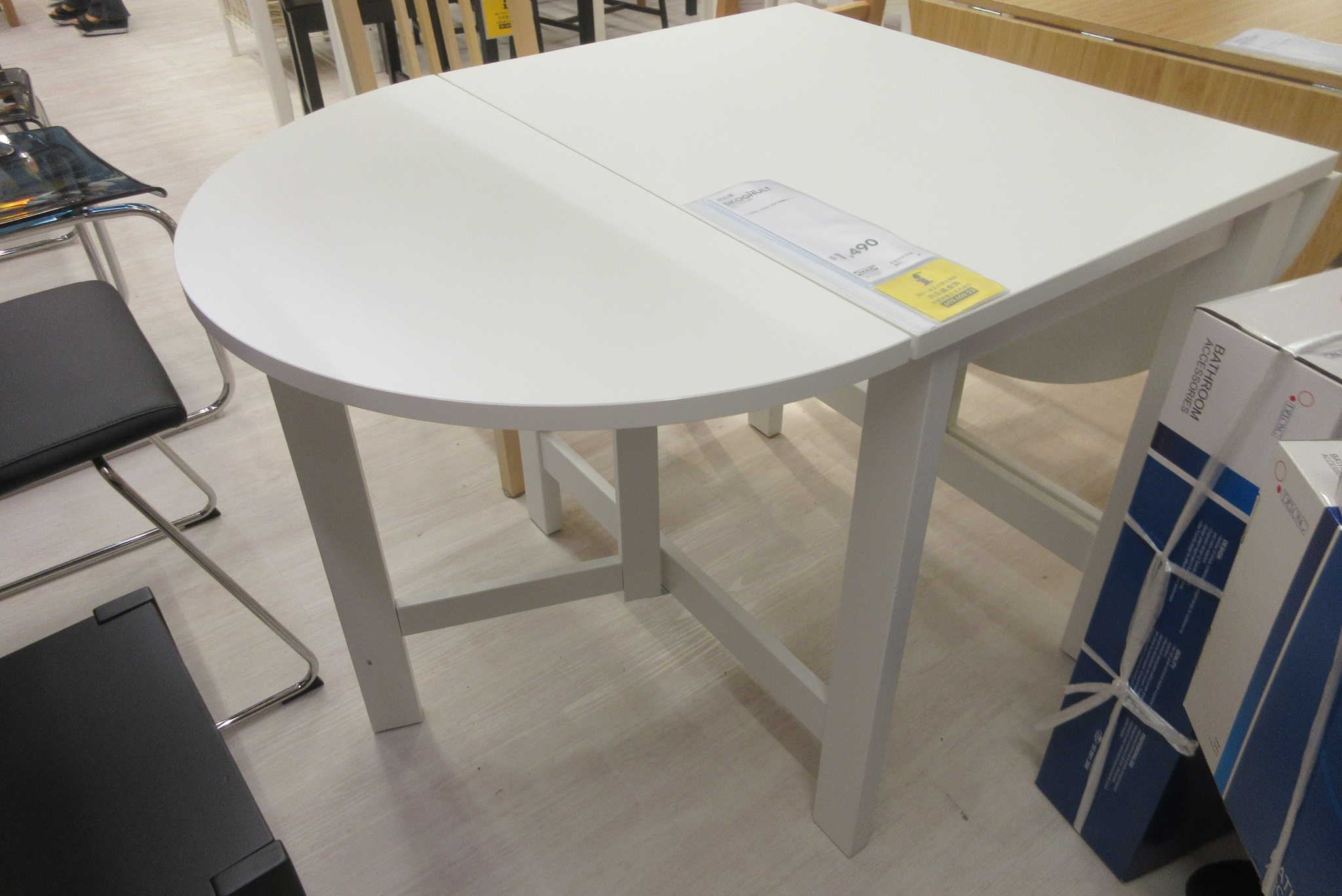
Сучасний стіл-тумба

.

## Історія
Вперше подібні предмети меблів з'явилися в Англії приблизно в XVI або XVII столітті робилися зазвичай із дуба.  Стільниця такого столу складалася із трьох частин: центральна була нерухома, тоді як бічні були відкидними .  Їх можна було розкладати і складати коли вони не були не потрібні.  Відкидні частини підтримувалися ніжками, з'єднаними між собою вгорі та внизу горизонтальними елементами, являючи собою «конструкцію» на зразок воріт.  У великих столів-тумбах ці відкидні частини мали великі бічні опори, щоб забезпечити можливість людям вільніше розташувати ноги в центральній частині під столом.
Наприкінці XVIII століття з'явилося кілька варіантів столу-тумби, у тому числі не тільки у Великій Британії, а й у північноамериканських колоніях.  Крім того, в третій чверті століття в Англії став популярний стіл-тумба з "павучими ногами", у якого ніжки відкидних частин стільниці були дуже тонкими.
В Україні пік популярності столів-тумб припав на 1950-1980і роки у зв'язку із розповсюдженням міського мало габаритного житла, в якому не було достатньо місця для звичайних столів. 